# 전기찜솥

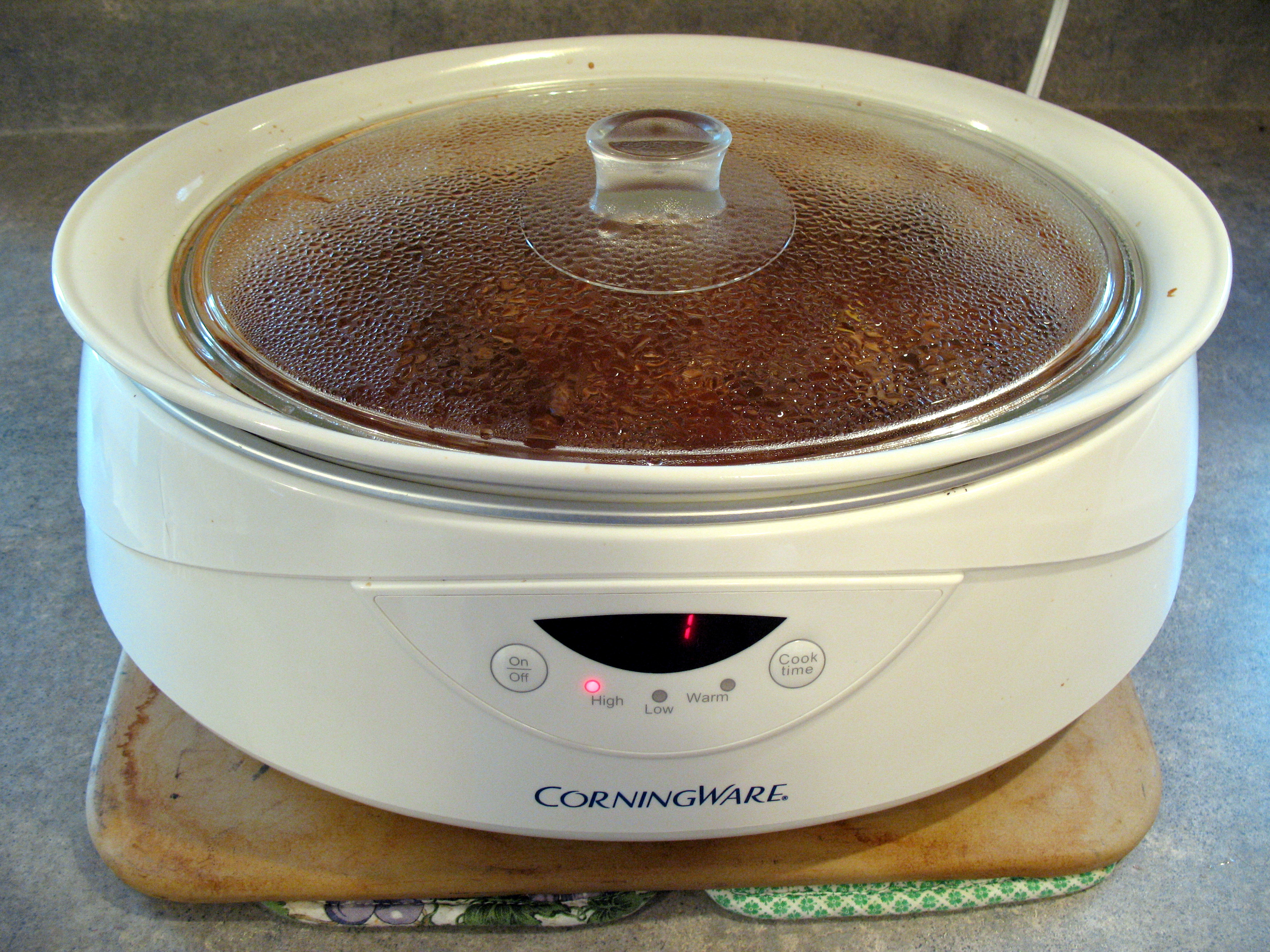
전기찜솥

전기찜솥(영어: slow cooker 슬로 쿠커[*])은 음식을 낮은 온도에서 삶거나 조리는 데 쓰는 가전제품이다. 긴 시간 조리되는 동안 사람이 보고 있지 않아도 된다. 미국에서는 집집마다 흔히 있는 조리기구이다. 굽기, 삶기, 튀기기 등 다른 조리방법에 비해 낮은 온도에서 끓이는 조리대형 전기조리기구이다. 이를 통해 냄비 로스트, 수프, 스튜 및 기타 요리(음료, 디저트 및 딥 포함)를 여러 시간 동안 끓일 수 있는 요리를 무인으로 조리할 수 있다.

## 역사
전기찜솥은 많은 여성들이 집 밖에서 일하기 시작한 1940년대 미국에서 인기를 얻었다. 그들은 아침에 출근하기 전에 저녁 요리를 시작하고 저녁에 집에 돌아와서 식사 준비를 마칠 수 있었다.
시카고의 낵슨 유틸리티스 코퍼레이션(Naxon Utilities Corporation)은 전기 엔지니어 어빙 낵슨(Irving Naxon, Irving Nachumsohn 출생)의 감독 하에 콩 요리를 조리할 목적으로 낵슨 비너리(Naxon Beanery) 다목적 쿠커를 개발했다. 낵슨은 자신의 고향인 리투아니아 마을에서 할머니가 오븐에서 요리하는 데 몇 시간이 걸리는 촐런트(cholent)라는 전통 유대인 스튜를 어떻게 만들었는지를 알려주는 어머니의 이야기에서 영감을 받았다. 1950년 광고에는 뉴저지 글래드스톤의 인더스트리얼 래디언트 히트(Industrial Radiant Heat Corp.)에서 만든 "시머 크록"(Simmer Crock)이라는 전기찜솥이 나와 있다.
미주리주 세달리아(Sedalia)의 라이벌 컴퍼니(The Rival Company)는 1970년에 낵슨을 인수하여 1940년에 낵슨의 빈 시머 쿠커(bean simmer cooker) 특허를 획득했다. 라이벌은 미주리 주 분빌 출신의 발명가인 로버트 글렌 마틴(Robert Glen Martin)에게 낵슨의 콩 조리기를 단순히 콩 요리를 만드는 것 이상으로 온 가족이 함께 요리할 수 있는 대규모 생산 모델로 개발해 달라고 요청했다. 마틴은 또한 라이벌의 크록팟(Crock-Pot) 제조 라인을 위한 대량 생산 기계를 설계하고 생산했다. 이 밥솥은 1971년에 "크록팟"이라는 이름으로 다시 출시되었다. 1974년 라이벌은 탈착식 석기 삽입물을 도입하여 기기를 더 쉽게 청소할 수 있게 했다. 크록팟 브랜드는 이제 뉴웰 브랜드(Newell Brands)에 속한다.
다른 브랜드(Cuisinart, GE, Hamilton Beach, KitchenAid, Magic Chef, West Bend Housewares 및 현재는 존재하지 않는 American Electric Corporation)들도 존재한다.

## 설계
기본적인 전기찜솥은 유약을 바른 세라믹이나 도자기로 만든 뚜껑이 달린 원형 또는 타원형 요리 냄비로 구성되며, 전기 가열 부품이 들어 있는 하우징(일반적으로 금속)으로 둘러싸여 있다. 뚜껑 자체는 대체로 유리로 만들어지며 냄비 가장자리의 홈에 안착된다. 응축된 증기는 홈에 모여 대기에 저압 밀봉을 제공한다. 도기 냄비 내부에 수증기가 발생하더라도 도기 냄비의 내용물은 대기압에서 효과적으로 유지된다. 전기찜솥은 압력솥과 상당히 다르며 갑작스러운 압력 해제 위험이 없다.
세라믹 냄비 자체는 요리 용기이자 열 저장소 역할을 한다. 전기찜솥의 용량은 500mL(17 US fl oz)부터 7 L(7.4 US qt)까지이다. 가열 부품은 일반적으로 바닥에 위치하고 종종 측면 위쪽에 위치하기 때문에 대부분의 전기찜솥에는 가열이 제어되지 않는 것을 방지하기 위해 최소 권장 액체 레벨이 있다. 일부 최신 모델에는 코팅된 알루미늄 또는 강철 "크록"(crock)이 있다. 이 "크록"은 열을 유지하는 데 있어서 세라믹만큼 효율적이지는 않지만 더 빠른 가열 및 냉각을 허용할 뿐만 아니라 요리하기 전에 스토브 상단의 "크록"을 사용하여 고기를 갈변시키는 기능도 제공한다.
많은 전기찜솥에는 두 가지 이상의 열 설정(예: 낮음, 중간, 높음, 때로는 "보온" 설정)이 있다. 일부는 지속적으로 가변 전력을 가지고 있다. 과거에는 대부분의 전기찜솥에는 온도 조절 기능이 없었고 내용물에 일정한 열을 전달했다. 내용물의 온도는 끓는점에 도달할 때까지 상승하며, 이 시점에서 에너지는 뜨거운 표면에 가장 가까운 액체를 부드럽게 끓이는 데 들어간다. 더 낮은 설정에서는 끓는점 이하의 온도에서도 끓을 수 있다. 많은 기본 전기찜솥은 여전히 이러한 방식으로 작동하지만 최신 모델에는 정밀한 온도 제어, 조리 시작 지연, 심지어 컴퓨터나 모바일 장치를 통한 제어를 위한 컴퓨터 제어 기능이 있다.

## 같이 보기
- 전기밥솥
- 전기찜기
- 수비드